# سیارک ۱۸۶۵۹
سیارک ۱۸۶۵۹ (به انگلیسی: 18659 Megangross، نامگذاری:1998FD33) هجده هزار و ششصد و پنجاه و نهمین سیارک کشف شده‌است که در ۲۰ مارس ۱۹۹۸ کشف شد.
قدر مطلق سیارک برابر ۱۹.۵ است.